# Університетський коледж Лондона
Університетський коледж Лондона, УКЛ (англ. University College London, UCL) — університет міста Лондона, що входить до складу Лондонського університету (University of London). Розташований в самому центрі столиці, на Gower Street.

## Короткий опис
Заснований 1826 року як Лондонський університет (London University), УКЛ став найпершим університетом Лондона. Будівля коледжу була споруджена архітектором Вільямом Вілкінсом. 1836 року Лондонський університет (London University) та Королівський Університет (King's University) заснували Університет Лондона (University of London), який складався з двох коледжів — Університетського та Королівського. Згодом UCL отримав назву «Університетський Коледж Університету Лондона», а через повторення слова Університет в його назві він був перейменований в Університетський Коледж Лондона.
За одним з найвідоміших рейтингів університетів світу, «QS World University Rankings», УКЛ займає 2-е місце в Європі та Великій Британії та 4-е місце у світі (за щорічним рейтингом QS, що був опублікований у вересні 2012 року). Згідно з «QS World University Rankings», у 2018 році UCL входить у сімку найкращих університетів світу.
Тут працювали або вчилися 33 лауреати Нобелівської премії, останнім з яких є Сер Чарльз К. Као, який 2009 року отримав Нобелівську премію з фізики.
В Університетському коледжі Лондона першим у Англії почав приймати студентів незалежно від віросповідання або статі.
Університетський коледж Лондона складається з 10 факультетів, в рамках яких існує понад 100 департаментів, інститутів та дослідницьких центрів. UCL — провідний центр біомедичних досліджень.
Основний кампус Університетський коледж Лондона розташований у районі Блумсбері в Центральному Лондоні. У УКЛ є кампус в місті Доха (Катар), що спеціалізується на археології та музеєзнавстві, а також школа енергетики та ресурсів, що заснована в Аделаїді, Австралія.
Загальний річний бюджет університету становить близько 802 000 000 фунтів стерлінгів, причому близько 283 000 000 походить лише від грантів за наукові дослідження.
В Університетському коледжі Лондона працює понад 4000 академічних та наукових співробітників і 648 професорів - найбільше серед усіх університетів Великої Британії. Останнім часом в університеті навчаються 46 стипендіатів з Королівського Товариства, 55 стипендіатів з Британської Академії Наук, 10 стипендіатів з Королівської Інженерної Академії і 99 з Академії Медичних Наук.
1893 року в UCL виникла перша в Англії студентська спілка.
Університетський коледж Лондона є членом Асоціації університетів країн Співдружності, Європейської асоціації університетів, G5, Ліги європейських дослідницьких університетів, Групи «Рассел» (Russell Group), UNICA та університетів Великої Британії. Він входить до Золотого трикутника (Golden Triangle), що є групою найелітніших британських університетів: Оксфордський університет, Кембриджський університет, Імперський коледж Лондона, Кінгс-коледж, Лондонська школа економіки та політичних наук та Університетський коледж Лондона.

## Факультети
| Факультет                                   | Академічний та науковий персонал (на 30 квітня 2012) | Студенти (2011/12) | Докторанти (2011/12) |
| Факультет мистецтв та гуманітарних наук     | 328                                                  | 2 157              | 1 075                |
| Факультет наук про мозок                    | 1 249                                                | 722                | 1 457                |
| Факультет архітектурного середовища         | 355                                                  | 570                | 1 241                |
| Факультет інженерних наук                   | 667                                                  | 2 049              | 1 642                |
| Правничий факультет                         | 137                                                  | 528                | 458                  |
| Факультет наук про життя                    | 798                                                  | 1183               | 486                  |
| Факультет математичних та фізичних наук     | 754                                                  | 2187               | 677                  |
| Факультет медичних наук (з медичною школою) | 1257                                                 | 1773               | 1342                 |
| Факультет охорони здоров'я населення        | 1092                                                 | 64                 | 815                  |
| Факультет соціальних та історичних наук     | 621                                                  | 2539               | 1894                 |
| Разом                                       | 5 277                                                | 13 772             | 11 087               |

## Відмова від релігії
Коледж був спеціально створений без ухилу на релігію, щоб студенти різних конфесій (зокрема католики та протестанти), могли вчитися разом без конфліктів. Досі UCL зберігає свою строгу позицію проти релігії, і на відміну від більшості інших університетів у Великої Британії, не має офіційних релігійних центрів та клубів.

## Кампус
УКЛ розташований в центрі Лондона в районі Блумсбері. Основний кампус розташований навколо Гауер-стріт (Gower Street), де розташовані інститути біології, хімії, економіки, техніки, географії, історії, мов, математики, філософії, політики, фізики та медична школа.
У цьому ж районі розташований Лондонський центр Нано-технологій (London Centre for Nanotechnology), Школа образотворчих мистецтв Фелікса Слейда (Slade School of Fine Art), Союз Студентів (Student Union), Основна Бібліотека, Наукова Бібліотека, Театр Блумсбері (Bloomsbury Theatre) Петрійський Музей Єгипетської Археології (Petrie Museum of Egyptian Archaeology).
На Юстон Роуд розташований Стоматологічний інститут Істмана (Eastman Dental Institute), Інститут з вивчення ракових клітин (Cancer Institute), Інститут злочинності Джіла Дандо (Jill Dando Institute of Crime Science), Інститут археології (London Institute of Archeology), Інститут дитячого здоров'я (Institute of Child Health) і Космічна наукова лабораторія К. Мулларда (The Mullard Space Science Laboratory). У цьому ж районі розташовані факультети Архітектурного середовища та права, Школа фармацевтики (School of Pharmacy) та Школа з вивчення Східної Європи та слов'янських культур (School of Slavonic and Eastern European Studies).
У Клеркенуеллі розташований Інститут офтальмології (Institute of Ophthalmology), в Станмурі знаходиться Інститут ортопедії та опорно-рухових наук (Institute of Orthopedics and Musculoskeletal Science), у В'їттінгтоні розташований головний кампус Медичної школи. Школа енергетики та ресурсів розташована в Аделаїді, Австралія.

## Видатні студенти й викладачі
- Ганна Фрай — британський математик, письменниця, радіо- та телеведуча, популяризаторка науки.
- Гілберт Кіт Честертон — британський письменник, християнський мислитель і журналіст.
- Рабіндранат Тагор — бенгальський письменник, поет, драматург, композитор.
- Джеймс Джозеф Сильвестр — британський математик.
- Вільям Генрі Брегг — британський фізик.
- Фредерік Содді — британський радіохімік.
- Овен Вільямс Річардсон — британський фізик.
- Фредерик Гоуленд Гопкінс — британський біохімік.
- Генрі Дейл — британський біохімік.
- Отто Ган — німецький хімік.‎
- Бернард Кац — британський біофізик і фізіолог.
- Роберт Робінсон — британський хімік.
- Френсіс Крік — британський молекулярний біолог, фізик і нейробіолог.
- Вільям Кліфорд — британський математик та філософ.
- Вільям Рамзай — шотландський хімік.
- Джеймс Вайт Блек — шотландський фармаколог.
- Роджер Пенроуз — британський математик‎
- Мартін Еванс — британський ембріолог і генетик. ‎
- Рікі Джервейс — британський комедіант, актор, режисер, продюсер, письменник та ведучий. ‎
- Арчибальд Гілл  — британський фізіолог, один з основоположників біофізики і дослідження операцій.
- Саймон Пейтон Джонс — британський дослідник в царині інформатики. ‎
- Джон Ліндлі — британський ботанік.
- Фелісіті Естон — британська полярна мандрівниця та письменниця‎.
- Джеймс Дьюар — шотландський фізик і хімік.
- Джон Паркінсон — британський кардіолог.
- Моріс Треверс — британський хімік.
- Реймонд Дюрґнат — британський кінокритик та поет. ‎
- Роджер Фентон — британський фотограф-новатор.
- Джим Аль-Халілі — британський фізик-теоретик і популяризатор науки
- Стаффорд Бір — британський кібернетик
- Берт Закман — німецький фізіолог.
- Майк Страуд (дослідник) — британський медик, експерт в області людського здоров'я в екстремальних умовах.
- Клаус Рот — британський математик.
- Алан Бейкер — британський математик.
- Тімоті Гауерс — британський математик.
- Фаршід Муссаві — британська архітекторка.
- Еллен Рене Стофан — почесний професор кафедри наук про Землю, колишній головний науковий співробітник NASA.
- Бенджамін Цандер — американський диригент.
- Елізабет Гіллман — професор біомедичної інженерії та радіології.